# Ambax
Ambax ist eine französische Gemeinde mit 59 Einwohnern (Stand 1. Januar 2022) im Département Haute-Garonne in der Region Okzitanien (zuvor Midi-Pyrénées). Die Einwohner werden als Ambaxois bezeichnet.

## Geographie
Umgeben wird Ambax von den sechs Nachbargemeinden: 
| Mauvezin       |                                             | Goudex   |
| Castelgaillard | Kompassrose, die auf Nachbargemeinden zeigt | Sénarens |
|                | Riolas                                      | Cazac    |

## Bevölkerungsentwicklung
| Jahr                      | 1876 | 1962 | 1968 | 1975 | 1982 | 1990 | 1999 | 2008 | 2013 | 2016 | 2019 |
| ------------------------- | ---- | ---- | ---- | ---- | ---- | ---- | ---- | ---- | ---- | ---- | ---- |
| Einwohner                 | 265  | 88   | 83   | 83   | 76   | 77   | 72   | 69   | 73   | 67   | 64   |
| Quelle: Cassini und INSEE |      |      |      |      |      |      |      |      |      |      |      |

## Sehenswürdigkeiten
- Kirche St-Martin aus dem 18. Jahrhundert